# Règle de Mundell
Pour les articles homonymes, voir Mundell.
La Règle de Mundell est une règle de politique économique, énoncée en premier lieu par l’économiste Robert Mundell. Elle propose d'affecter à chaque situation économique (ou objectif) une politique (ou instrument) disposant d'un avantage comparatif relativement aux autres pour raison d'efficacité.
Elle est généralement associée à la règle de Tinbergen. Les deux forment à la fois la base normative de la politique économique et la justification de la Policy-mix.